# Iwan-Hontschar-Museum

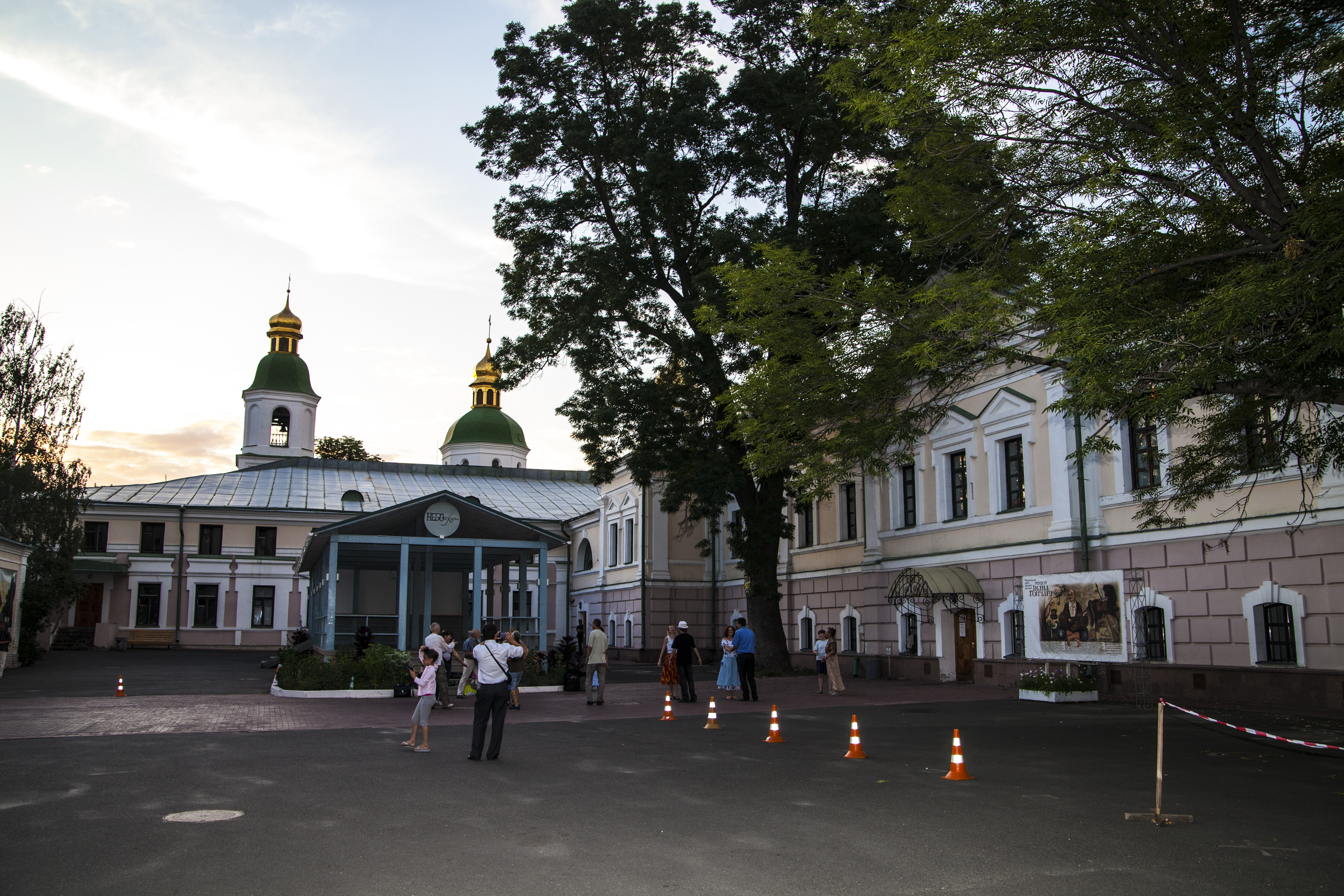
Teil des Gebäudekomplexes

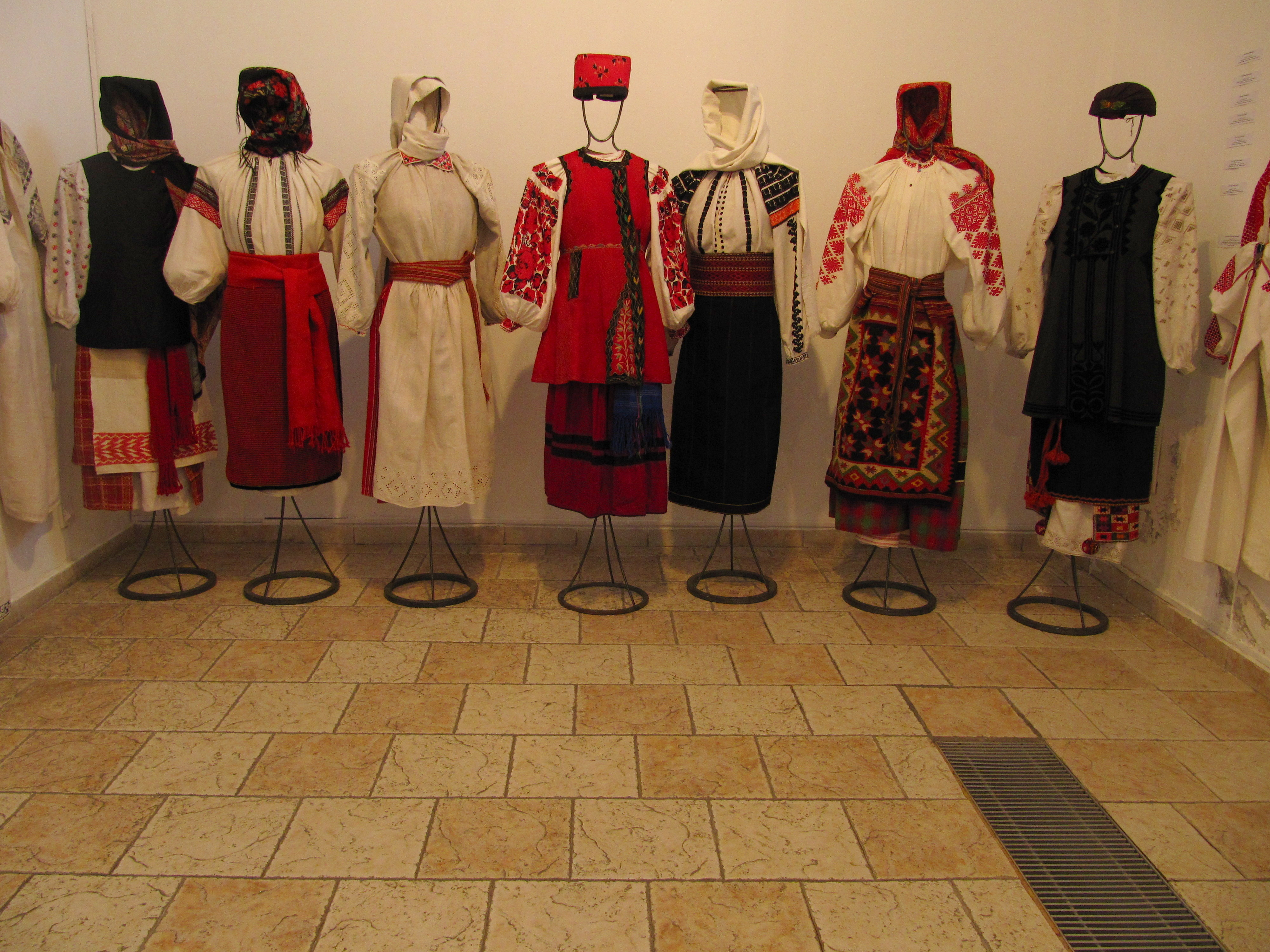
Teil der Trachtenausstellung

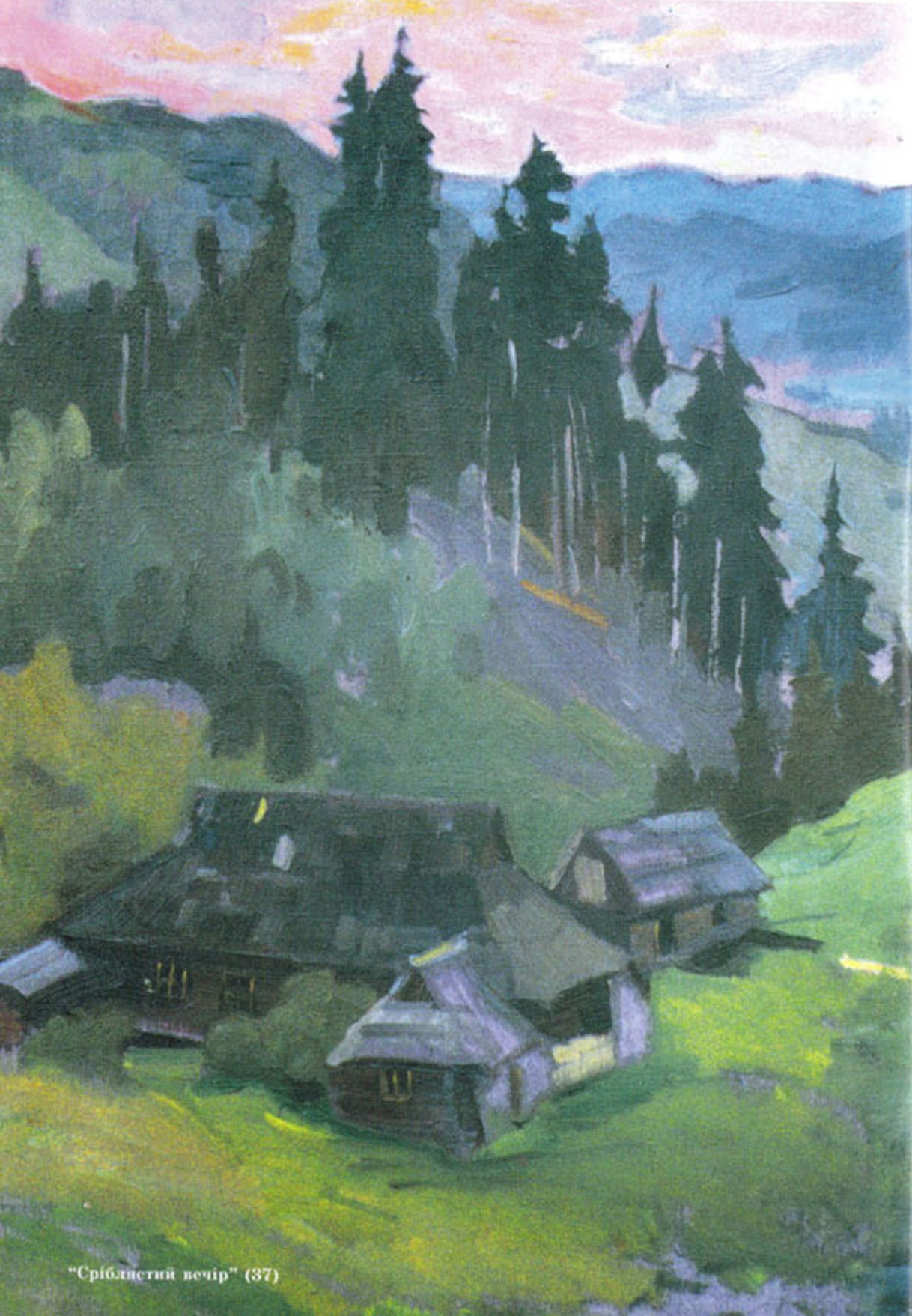
Bild aus der Sammlung des Museums

Das Iwan-Hontschar-Museum oder Ukrainisches Zentrum für Volkskultur (ukrainisch Український центр народної культури «Музей Івана Гончара») ist ein Volkskundemuseum sowie eine öffentliche Forschungs-, Kultur- und Bildungseinrichtung in der ukrainischen Hauptstadt Kiew.
Das Museum liegt im Rajon Petschersk in der Lawrskastraße (Лаврська вулиця) 19 im Bereich des Kiewer Höhlenklosters. Benannt ist es nach Iwan Hontschar (1911–1993), einem ukrainischen Bildhauer, Maler, Sammler und Ethnographen, Volkskünstler der UdSSR 1991.

## Geschichte des Museums
Kurz nach der Wahl von Leonid Krawtschuk zum Präsidenten der Ukraine im Jahr 1991 traf dieser sich mit Iwan Hontschar um sich mit diesem über die Schaffung eines staatlichen Museums auf Basis seiner Sammlung zu beraten. Krawtschuk schlug unter anderem vor, dafür das ehemalige Anwesen des Generalgouverneurs zu nutzen. Durch Beschluss des Präsidenten № 6/0114-14-3 von 18. Dezember 1991 wurde das Ergebnis des Treffens über die Einrichtung des Museums im Gebäude des Generalgouverneurs festgelegt, und kurz nach dem Tod von Iwan Hontschar im Jahr 1993 konnte das Museum gegründet werden.

## Geschichte des Gebäudes
Das Museum ist auf dem Gelände der früheren Kiewer Festung im Gebäudekomplex des Generalgouverneurs des Generalgouvernement Kiew untergebracht. Das Gebäude ist ein Architekturdenkmal des 18.–19. Jahrhunderts und wurde zwischen 1757 und 1762 vom Architekten Semen Antonowytsch Karin (Семен Антонович Карін) (1733–1797) errichtet. Nachdem große Teile des Gebäudes 1782 einem Brand zum Opfer gefallen waren, wurde es in den Jahren 1806–1809 wieder aufgebaut. Während der Sowjetzeit wurde das Haus unter anderem als Lager und als Schlafsaal für Militärangehörige genutzt. Im Jahr 1979 wurde das Zentralgebäude des Anwesens zu einem Baudenkmal von nationaler Bedeutung erklärt.

## Sammlung

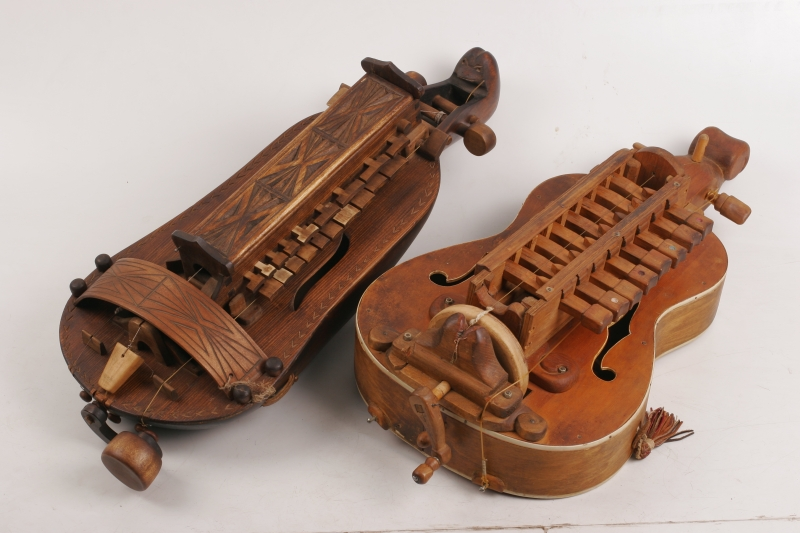
Kolsnaja lyra – ukrainische Radleiern

Die umfangreiche Sammlung ukrainischer Volkskultur, die Hontschar auf seinen Reisen durch die Ukraine seit den 1950er Jahren aus verschiedenen Epochen und Gebieten zusammentrug, wurde zum Grundstock des Museums.
15.000 Exponate der Volkskunst mit künstlerischen und ethnographischen Wert, die aus dem 16. bis frühen 20. Jahrhundert stammende, enthält das Museum heute. Von diesen sind 2700 Textilien, Stickereien, Teppiche und Tücher und etwa 700 Keramiken. Des Weiteren gibt es eine Sammlung von Volksmusikinstrumenten (Bandura, Kobsa, Drehleier u. a.) und 100 Gemälde berühmter ukrainischer Künstler, darunter berühmte Kosak Mamajs sowie viele Gemälde von Iwan Hontschar. Zudem besitzt das Museum eine Ostereiersammlung mit 500 Exemplaren, verschiedene Schnitzereien, über 1000 Ikonische Bilder und eine 2750 Bände fassende Bibliothek.